# Стівен Нейсміт
Стівен Нейсміт (англ. Steven Naismith, нар. 14 вересня 1986, Ірвін, Шотландія) — колишній шотландський футболіст, атакувальний півзахисник та нападник. Виступав за збірну Шотландії, шотландські клуби «Кілмарнок», «Рейнджерс» і «Гарт оф Мідлотіан» та англійські «Евертон» та «Норвіч Сіті».

## Клубна кар'єра
У дорослому футболі дебютував 2003 року виступами за команду клубу «Кілмарнок», в якій провів чотири сезони, взявши участь у 102 матчах чемпіонату. Більшість часу, проведеного у складі «Кілмарнока», був основним гравцем команди.
Своєю грою за цю команду привернув увагу представників тренерського штабу клубу «Рейнджерс», до складу якого приєднався 2007 року. Відіграв за команду з Глазго наступні п'ять сезонів своєї ігрової кар'єри. За цей час двічі виборював титул чемпіона Шотландії.

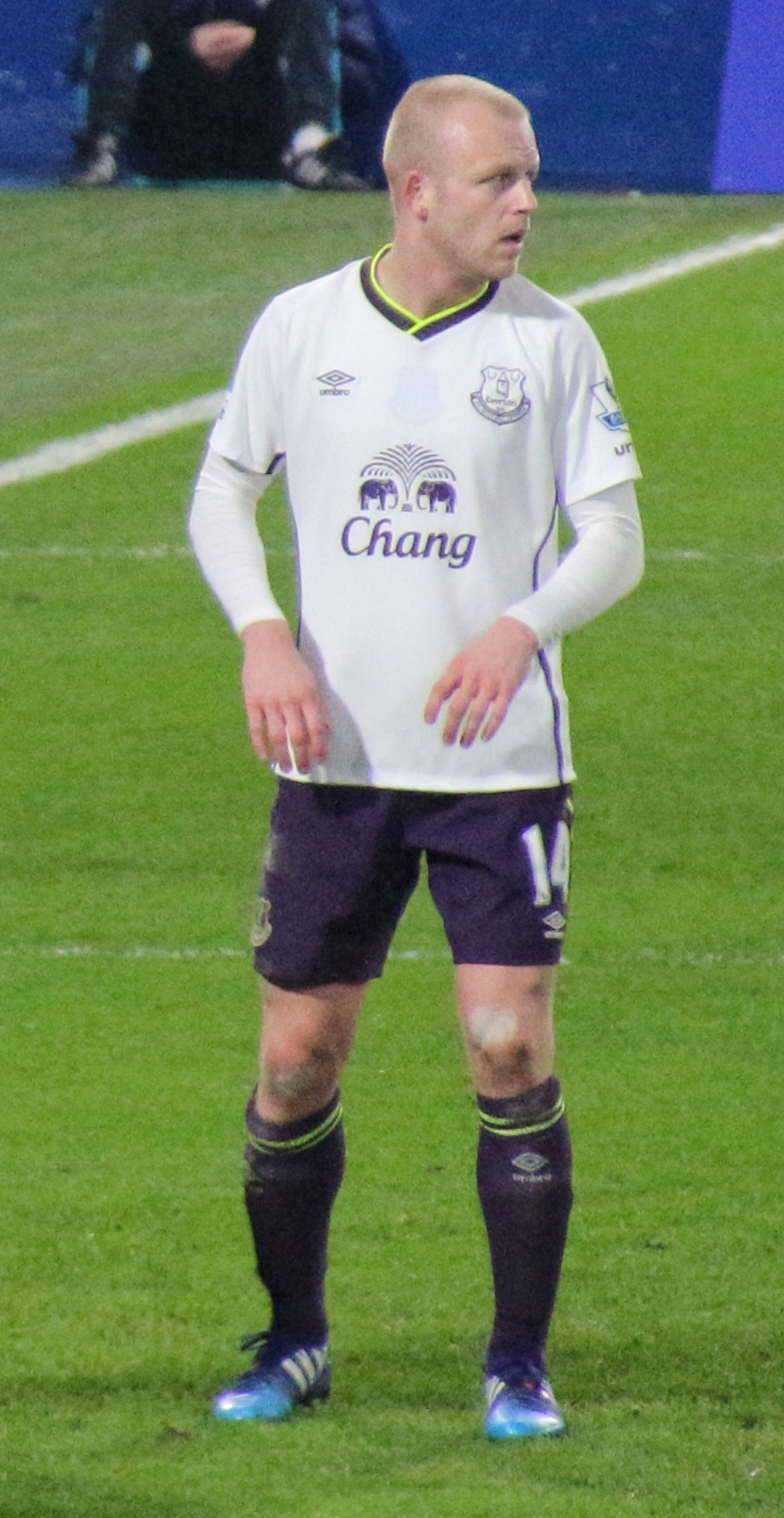
Стівен Нейсміт під час виступів за «Евертон». 2015 рік.

До складу клубу «Евертон» приєднався 2012 року. За три з половиною сезони встиг відіграти за клуб з Ліверпуля 123 матчів в усіх турнірах, забивши 25 голів.
20 січня 2016 року Нейсміт підписав із «Норвіч Сіті» контракт на 3,5 роки. Сума трансферу становила 8 мільйонів фунтів. У дебютному матчі з «Ліверпулем» 23 січня шотландець відзначився першим голом у футболці Норвіча.
Стівен тривалий час був основним гравцем «канарок», але на початку сезону 2017/18 отримав травму зв'язок гомілковостопного суглоба, через що втратив місце у основі, через що клуб виставив гравця на трансфер.
18 січня 2018 року Нейсміт приєднався до шотландського клубу Прем'єр-ліги «Гарт оф Мідлотіан» на правах оренди до кінця сезону, по завершенні якої вона була продовжена ще на наступний сезон 2018/19, який він закінчив як найкращий бомбардир команди з 14 голами в усіх турнірах і був визнаний найкращим гравцем. Влітку 2019 року у Нейсміта завершився контракт з «Норвічем» і він уклав з «Гартс» повноцінний чотирирічний контракт, а у січні 2020 року був призначений новим капітаном команди. Втім той сезон команда провела вкрай невдало, посівши останнє 12 місце і вилетіла до Чемпіоншипу.
Наприкінці сезону 2020/21 років, допомігши команді повернутись до Прем'єр-ліги, Нейсміт оголосив про завершення ігрової кар'єри у віці 34 років, але залишився у структурі клуба

## Виступи за збірні
Протягом 2006–2008 років залучався до складу молодіжної збірної Шотландії. На молодіжному рівні зіграв у 15 офіційних матчах, забив 5 голів.
6 червня 2007 року дебютував в офіційних іграх у складі національної збірної Шотландії у відбірковому матчі до чемпіонату Європи 2008 року проти збірної Фарерських островів (2:0), замінивши в кінці гри Кріса Бойда. Загалом провів у формі головної команди країни 51 матч, забивши 10 голів.

## Титули і досягнення
- Чемпіон Шотландії:

«Рейнджерс»: 2008-09, 2009-10, 2010-11
- Володар Кубка Шотландії:

«Рейнджерс»: 2007-08, 2008-09
- Володар Кубка шотландської ліги:

«Рейнджерс»: 2007-08, 2009-10, 2010-11

### Особисті досягнення
- Найкращий молодий гравець року за версією футболістів ПФА Шотландії: 2006–07[13]
- Найкращий молодий гравець року за версією журналістів ПФА Шотландії: 2005–06[14]
- Найкращий гравець місяця[en] шотландської Прем'єр-ліги (2): березень 2006, жовтень 2010[15]
- Найкращий молодий гравець місяця шотландської Прем'єр-ліги (3): серпень 2005, січень 2006, березень 2007[16]